# Najas marina
Espèce
Synonymes
- Caulinia muricata Spreng
- Najas marina L. (préféré par UICN)

Statut de conservation UICN

 LC  : Préoccupation mineure
La Naïade marine (Najas marina) est une des 38 espèces de plantes du genre Najas. C'est une plante submergée se plaisant dans les eaux stagnantes et calcaires. Elle fait partie de la flore subaquatique de France.
Elle est également connue sous les noms suivants : 
- Grande naïade,
- Naïade majeure,
- Naïade des fleuves,
- Verges de Christ.

## Répartition
Elle est présente dans la majeure partie du monde, on la retrouve dans quasiment toutes les régions de France.

## Critères de reconnaissance
- Plante submergée
- Taille de 10 cm à 2 m
- Tige raide et épineuse, facilement cassable
- Feuilles dentelées et épineuses
- Feuilles opposées ou verticillées par 3 translucides, larges de 2-3 mm
- Fleurs verdâtres discrètes